# История с мумия
„История с мумия“ или „Амулетът на фараона“ (на английски: Under Wraps) е оригинален филм на „Дисни Ченъл“ от 2021 г., който е римейк на едноименния филм от 1997 г. Режисьор на филма е Алекс Зам, който е съсценарист с Уилям Робъртсън, а музиката е композирана от Джейми Кристоферсън и Олекса Лозовчук. Във филма участват Крисчън Дж. Саймън, Малачи Бартън, София Хамънс и Фил Райт. Премиерно е излъчен на 1 октомври 2021 г. по „Дисни Ченъл“, а по-късно е добавен в „Дисни+“ на 8 октомври. Продължението е излъчено на 25 септември 2021 г.

## Актьорски състав
- Малачи Бартън – Маршъл
- Крисчън Дж. Саймън – Гилбърт Андерсън
- София Хамънс – Ейми
- Фил Райт – Харолд
- Мелани Брук – Бъзи
- Брент Стейт – Кюбът
- Джордана Ларги – Даян, майка на Маршъл
- Хайме Калика – Тед, гадже на Даян
- Карин Коновал – Рейвънсуърт
- Ейприл Камерън – госпожа Прат

## Продукция
Производството за римейка на „Талисманът на фараона“ започна през ноември 2020 г. като първия римейк за оригинален филм на Дисни Ченъл, а Малачи Бартън, Крисчън Дж. Саймън, София Хамънс и Фил Райт се включиха в актьорския състав, за да играят главните си роли във филма. Снимките се провеждат във Ванкувър от ноември до декември 2020 г.
Продължението на филма е обявено на 7 февруари 2022 г.

## Премиера
Филмът е премиерно излъчен на 1 октомври 2021 г. по „Дисни Ченъл“, а по-късно е добавен на 8 октомври 2021 г. в стрийминг платформата „Дисни+“.
Вторият филм излиза на 25 септември 2021 г.

## В България
В България филмът се излъчва по локалната версия на „Дисни Ченъл“.

### Синхронен дублаж
| Роля          | Изпълнител      |
| ------------- | --------------- |
| Ейми          | Карина Андонова |
| Гилбърт       | Матей Мичев     |
| Маршъл        | Красимир Мичев  |
| Други гласове | Петър Върбанов  |

| Обработка              | Александра Аудио |
| ---------------------- | ---------------- |
| Режисьор на дублажа    | Петър Върбанов   |
| Изпълнителен продуцент | Васил Новаков    |